# هوغو ويفنغ
هوغو ويفنغ (بالإنجليزية: Hugo Wallace Weaving)‏ ممثل أسترالي من مواليد 4 أبريل 1960، ظهر في عدة أفلام منها الماتريكس وفي فور فنديتا وثلاثية سيد الخواتم وثلاثية الهوبيت وسحابة الأطلس.

## أدواره في السينما الأمريكية
- 2014: الهوبيت
- 2012: الهوبيت: رحلة غير متوقعة
- 2012: سحابة الأطلس
- 2011: الخطوات السعيدة 2
- 2011: كابتن أمريكا: المنتقم الأول
- 2011: المتحولون: الجانب المظلم للقمر
- 2010: أسطورة الحراس: بومة غهول
- 2009: المتحولون: الثار من الذي سقط
- 2007: المتحولون
- 2006: ثاء رمزا للثأر
- 2006: الأقدام المرحة
- 2003: الماتريكس 3
- 2003: الماتريكس 2
- 2003: سيد الخواتم: عودة الملك
- 2002: سيد الخواتم: البرجان
- 2001: سيد الخواتم: رفقة الخاتم
- 1999: الماتريكس
- 1995: بيبي

## مواقع خارجية
- هوغو ويفنغ على موقع IMDb (الإنجليزية)
- هوغو ويفنغ على موقع ألو سيني (الفرنسية)
- هوغو ويفنغ على موقع ميوزك برينز (الإنجليزية)
- هوغو ويفنغ على موقع تيرنر كلاسيك موفيز (الإنجليزية)
- هوغو ويفنغ على موقع أول موفي (الإنجليزية)
- هوغو ويفنغ على موقع بوكس أوفيس موجو (الإنجليزية)
- هوغو ويفنغ على موقع قاعدة بيانات الأفلام السويدية (السويدية)
- هوغو ويفنغ على موقع إن إن دي بي (الإنجليزية)
- هوغو ويفنغ على موقع ديسكوغز (الإنجليزية)
- هوغو ويفنغ على موقع قاعدة بيانات الفيلم (الإنجليزية)